# Samarinești
Samarinești es una comuna ubicada en el distrito de Gorj, Rumania.

## Superficie
Cuenta con una superficie de 32,48 kilómetros cuadrados.

## Demografía
Hasta 2021 la población era de 1620 habitantes, con una densidad de población de 49,88 habitantes por kilómetro cuadrado.